# Черноморско-каспийские бычки
Черноморско-каспийские бычки (лат. Neogobius) — род лучепёрых рыб из семейства бычковых. Название рода происходит от греческого neos (новый) и латинского gobius (бычок). Длина тела от 20 до 35 см. Придонные рыбы. Могут жить в морской, солоноватой и пресной воде. Встречаются на глубине от 0 до 30 м. Первоначально обитали в Азовском, Чёрном и Каспийском морях, а также их бассейнах. Neogobius fluviatilis в XX веке проник в воды Вислы и Дуная, был интродуцирован в озеро Балатон, Венгрия. Neogobius melanostomus в 2004 году попал в Северную Америку с балластными водами. Neogobius pallasi интродуцирован в Аральское море. Они безвредны для человека, считаются видами вне опасности, большинство являются объектами промысла

## Виды
По данным World Register of Marine Species, на апрель 2025 года в состав рода включают 4 ныне живущих вида:
- Neogobius caspius (Eichwald, 1831) — Каспийский бычок
- Neogobius fluviatilis (Pallas, 1814) — Бычок-песочник
- Neogobius melanostomus (Pallas, 1814) — Черноротый бычок
- Neogobius pallasi (Berg, 1916) — Каспийский бычок-песочник

Известен вымерший вид этого рода †Neogobius udovichenkoi Bratishko et al., 2015 из миоценовых отложений Казахстана.